# Heyrovskyita
La heyrovskyita o heyrovskýita és un mineral de la classe dels sulfurs. Rep el seu nom del químic txec Jaroslav Heyrovský (1890-1967).

## Característiques
La heyrovskýita és una sulfosal amb plom, bismut i argent, amb fórmula Pb10AgBi₅S18, on el bismut pot ser reemplaçat per antimoni. Cristal·litza en el sistema ortoròmbic formant cristalls prismàtics a cristalls aciculars, allargats i aplanats. Els cristalls són estriats en {010} i paral·lels a {001}. La seva duresa a l'escala de Mohs oscil·la entre 4 i 5. És un mineral estretament relacionat amb l'aschamalmita.
Segons la classificació de Nickel-Strunz, la diaforita pertany a «02.JB: Sulfosals de l'arquetip PbS, derivats de la galena, amb Pb» juntament amb els següents minerals: diaforita, cosalita, freieslebenita, marrita, cannizzarita, wittita, junoita, neyita, nordströmita, nuffieldita, proudita, weibul·lita, felbertalita, rouxelita, angelaite, cuproneyita, geocronita, jordanita, kirkiita, tsugaruita, pillaita, zinkenita, scainiita, pellouxita, chovanita, aschamalmita, bursaita, eskimoita, fizelyita, gustavita, lil·lianita, ourayita, ramdohrita, roshchinita, schirmerita, treasurita, uchucchacuaita, ustarasita, vikingita, xilingolita, andorita IV, gratonita, marrucciïta, vurroïta i arsenquatrandorita.

## Formació i jaciments
S'ha trobat en filons de quars d'alta temperatura. Sol trobar-se associada a altres minerals com: pirita, blenda, galena, molibdenita, cosalita, bismut, galenobismutita, calcopirita, covel·lita, bursaita, arsenopirita, siderita, quars, albita i microclina.